# Militello Rosmarino
Militello Rosmarino é uma comuna italiana da região da Sicília, província de Messina, com cerca de 1.436 habitantes. Estende-se por uma área de 29 km², tendo uma densidade populacional de 50 hab/km². Faz fronteira com Alcara li Fusi, Cesarò, San Fratello, San Marco d'Alunzio, Sant'Agata di Militello, Torrenova.

## Demografia
| Variação demográfica do município entre 1861 e 2011                               |
|                                                                                   |
| Fonte: Istituto Nazionale di Statistica (ISTAT) - Elaboração gráfica da Wikipedia |